# Marilén Iglesias-Breuker
Marilén Iglesias-Breuker, née à Buenos Aires en avril 1951, est une chorégraphe germano-argentine.
Elle est installée en France depuis 1985.
Le Dictionnaire de la danse de Larousse lui attribue les domaines de la création chorégraphique des courants modernes et contemporains en Allemagne.
Elle est l'auteur d'article dans différentes revues comme les Saisons de la danse ou Marsyas. De 1993 à 1997 elle collabore régulièrement à la revue Nouvelles de danse.

## Biographie
Adolescente, elle vit quelques années à Berne en Suisse, où elle rencontre Harald Kreutzberg dont elle suit les cours d'improvisation. De retour à Buenos Aires, elle fait des études universitaires tout en poursuivant sa formation en danse auprès d'Estela Maris, Ana Itelman, Renate Schottelius et Cecilia Bullaude, dont elle intègre la compagnie.
Elle part pour l'Allemagne en 1972, rejoignant la Folkwang Hochschule d'Essen, où elle étudie la danse contemporaine avec Pina Bausch, Jean Cébron, Hans Züllig. Elle se forme également en notation Laban, en collage musical et pratique également le chant.
En 1976, elle est engagée au Folkwang Tanzstudio, la troupe de la Folkwang Universität d'Essen, qui lui décerne le Folkwang Preis en 1981, et où elle reste jusqu'en 1983. Elle danse avec Susanne Linke, Jean Cébron, Hans Pop et Mitsuru Zazaki. Parallèlement elle commence une carrière de chorégraphe et reçoit plusieurs prix chorégraphiques.
Elle part se perfectionner à New York en 1984, puis fonde en France la compagnie Icosaèdre, co-dirigée avec Luc Petton jusqu'en 1994. La Compagnie reçoit le Prix de la ville de Paris (Été de la danse) en 1985. Elle s'implante à Reims où elle développe des actions sur le territoire de la Champagne-Ardenne et poursuit des projets dans différents pays (Tunisie, Japon, Mexique, Argentine…), ainsi que des tournées dans de nombreux pays européens.
Elle est co-auteur de films (Le Sourire de Reims, L'Âme des pierres, Passeurs de danse) et co-responsable d'un programme de recherche sur « la mémoire, les origines et les filiations de la danse moderne européenne des 40 à 70 ». 
Écrivant des articles pour des revues spécialisées, elle intervient en qualité de conseillère scientifique, dans le Dictionnaire de la danse.
Titulaire du CA en danse contemporaine, elle enseigne en France (CND Pantin) et à l'étranger, en particulier dans le cadre de la formation de formateurs dont le PESMD (ancien CEFEDEM) de Bordeaux.
Elle se passionne pour la mémoire de la danse et entame une recherche sur les mouvements choriques qu'elle nomme « danses de cœur ». Un projet qui se poursuivra tout en se modifiant jusqu'en 2010 pour le Festival plastique danse flore.
En 2004, le Ministère de la Culture et la Ville de Reims lui confient la direction du Laboratoire chorégraphique de Reims installé à la Chapelle Saint-Marcoul, lieu voué à l'émergence en danse contemporaine (création, résidence). Dans ce cadre elle organise le Festival Hors les murs ! une fois par an et publie Tissages, lettre d'information annuelle. Ce dispositif permet à de jeunes chorégraphes de faire leur premier essai chorégraphique et de le montrer au public et aux professionnels.
En 2009-2010, elle participe à l’atelier du social à l'Université de Reims, qui a pour objectif de permettre aux étudiants de troisième année de Licence de Sciences Sanitaires et Sociales d’élaborer une pensée critique et de la communiquer autour de différents ateliers artistiques en lien avec le domaine du social. Elle est à la direction chorégraphique de la danse avec la compagnie Icosaèdre, et travail avec Henri Jorda, maître de conférence à l’URCA.

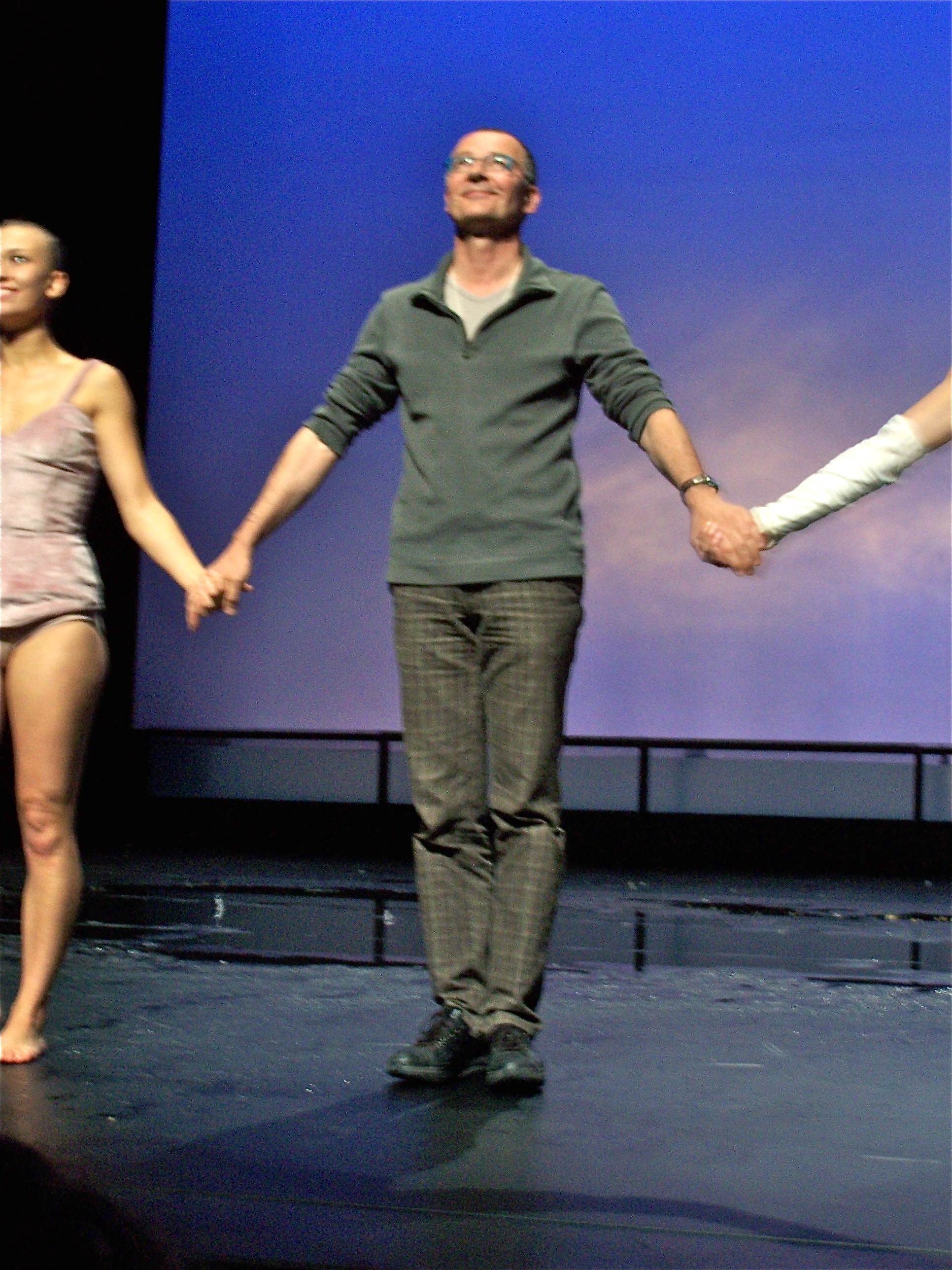
Luc Petton avec qui elle collabore sur différente chorégraphies

Elle chorégraphie différents spectacles de Luc Petton. En juin 2012, elle chorégraphie avec lui La danse des cygnes, mêlant les danses de danseurs humain et de cygnes,. En février 2016, ils reprennent le principe dans Light Bird mêlant les danses de danseurs et de grues de Mandchourie.
En 2014, elle fait découvrir, aux 9e rencontres chorégraphiques départementales, à Aurillac, l'improvisation chorégraphique aux jeunes danseurs, elle y revient au sein de la compagnie le Guetteur en 2015.
En mai 2018, le ministre de la Culture lui décerne le grade de Chevalier dans l'ordre des Arts et des Lettres.

## Œuvres chorégraphiques
Productions du Folkwang Tanz Studio d'Essen
- 1977 : Heiter bis Wolkig
- 1978 : Dem Anfang Nahe
- 1979 : Spiegelbild
- 1980 : Mudanza et Bano de tumba
- 1981 : A 4 heures du matin et Quand les murs parlent
- 1982 : 10 anos para no volver
- 1983 : Er ist immer Zeit zu gehen

Productions de la compagnie Icosaèdre
- 1984 : Solitudes (co-signé avec Luc Petton)
- 1985 : Quel est le nom du conducteur (co-signé avec Luc Petton)
- 1986 : Dérive et Ananke
- 1987 : Une mesure pour rien
- 1988 : Ephémères Effigies (co-signé avec Luc Petton)[21]
- 1989 : Sous l'avance saline des souvenirs
- 1990 : Itinéraire de Harrar à Warambot (co-signé avec Luc Petton
- 1992 : La Septième Maison
- 1993 : Zwei les idiotes (co-signé avec Christine Brunel)
- 1995 : Le fou des rois (La souche des Bateleurs)
- 1997 : Danses de Coeur
- 1999 : Délie
- 2000 : Tournillon sur le Mont Lune
- 2001 : La Missive
- 2002 : Fragmentos de Esperanza
- 2003 : Canicula
- 2005 : Présences 20 et ¿Argentina sola?, ce dernier étant représenté au Festival Internacional de Video-Danza de Buenos Aires, Centro Cultural Rojas, Université de Buenos Aires[22],[23].
- 2006 : Plus légère d'un pas
- 2008 : Opéra Soppio
- 2009 : Good Bye Patagonia !
- 2011 : (An)trieb - (Im)pulsion
- 2014 : Fill-In, étoilements chorégraphiques

Productions de la compagnie Le Guetteur
- 2012 : Swan[24] (co-chorégraphe avec Luc Petton)[25],[26],[27]
- 2015 : Light Bird (co-chorégraphe avec Luc Petton)[28],[18]

Autres
- 2005 : Marilén Iglesias-Breuker (dir.), Luciana Acuna, Luis Biasotto, Agustina Sario (chorégraphie) et Grupo Krapp (danse), Rolan Carlitos (musique) « Mendiolaza/El Escape », Argentine : 2005 (Dance Camera West Dance Media Film Festival, 2006) (OCLC 908118367)

## Publications
- Report Argentina, in Ballet-International, numéro d'avril 1985, BI Verlags, Köln, Allemagne.
- José Limon, in La Danza, 5e année, no 1, Padova, Italie.
- Hans Züllig, in Nouvelles de Danse no 16 - juin 1993, Ed. Contredanse, Bruxelles.
- Marilyne Iglesias - Breuker, « Humphrey – Limon La danse humaniste aura-t-elle encore lieu ? », Nouvelles de danse, Bruxelles, Contredanse, no 24,‎ juin 1995 (ISSN 1376-9006, OCLC 743002014)[29] - Dossier sur l'héritage Humphrey-Limon.
- « Danses de coeur : initiation aux danses chorales », Marsyas, Paris, Institut de Pédagogie musicale et chorégraphie, nos 35-36,‎ décembre 1996 (ISSN 0985-3286, OCLC 474369682)
- « Les années d'extase », Les Saisons de la Danse, Paris, Ed. Dans Press, no 278,‎ ? (OCLC 24042707)
- « D'un paradoxe à l'autre », Nouvelles de Danse info, Bruxelles, Contredanse,‎ novembre 1997
- « L'imaginaire en partage », Les Saisons de la Danse, Paris, Dans Press, no 295,‎ ? (OCLC 24042707)
- « Le corps sans ombre », Histoire de Corps, Paris, Cité de la Musique,‎ 1998  à propos de la formation du danseur
- Vaine autorité, in Cahiers de l'ORCCA, juin 1999, Région Champagne-Ardenne, Épernay.
- Claire Roussier (dir.) et ouvrage collectif, Oscar Schlemmer, l'homme et la figure d'art, Paris, Centre national de la Danse, 2001 (ISBN 978-2-914124-14-0, OCLC 916464950)

## Distinctions
- 1979 : 3e prix au Concours chorégraphique international de Bagnolet
- 1979 : 1er Prix au concours de Nyon
- 1981 : Folkwang Preis (Allemagne)[5]
- 1985 : Prix de la Ville de Paris (Été de la danse)
- 2018 : Chevalier de l'ordre des Arts et des Lettres

### Vidéographie
- Passeurs de danse de Jean-Louis Sonzogni, 2008, Centre national de la cinématographie, Paris. (BNF 41299485)